# Dalibor Paus
Dalibor Paus (Pula, 18. ožujka 1973.), bivši načelnik Barbana i bivši predsjednik IDS-a. Djeluje kao zastupnik u 11. sazivu Hrvatskog sabora.

## Životopis
Diplomirao je matematiku na Prirodoslovno-matematičkom fakultetu u Zagrebu. Paus je od 2008. do 2016. bio ravnatelj Tehničke škole u Puli. Od veljače 2016. do lipnja 2017. bio je ravnatelj ustanove “Centar za istraživanje materijale Istarske županije – METRIS”.

## Politika
Paus je u politiku ušao 2013. godine postavši općinski vijećnik IDS-a u Barbanu. Nekoliko mjeseci kasnije izabran je za predsjednika općinske podružnice IDS-a. Na lokalnim izborima 2017. godine pobjeđuje u drugom krugu s 56,36 % glasova dugogodišnjeg načelnika Denisa Kontošića, te tako postaje načelnikom Općine Barban.  Novi mandat osvaja 2021. godine, također u drugom krugu gdje pobjeđuje s 58,63 % glasova. Na 34. Saboru IDS-a održanom 11. rujna 2021. godine u Poreču Paus je izabran za predsjednika stranke. Potvrđen je aklamacijom 208 od 211 fiducijara Sabora. Time je postao peti predsjednik u povijesti te stranke. Godine 2004. izabran je za zastupnika Hrvatskog sabora, a godinu kasnije neuspješno se kandidirao za istarskog župana kada ne prolazi u drugi krug, nakon čega podnosi ostavku na mjesto predsjednika IDS-a. 